# Palais épiscopal de Mirepoix
L'ancien palais épiscopal de Mirepoix est un bâtiment situé à Mirepoix, en France.

## Localisation
Le palais épiscopal est situé dans le département français de l'Ariège, dans la commune de Mirepoix,rue du Maréchal-Clauzel.

## Historique
Le palais épiscopal a été construit par l'évêque de Mirepoix Philippe de Lévis, élu évêque de Mirepoix le 19 décembre 1493, mais qui s'est heurté à l'opposition de l'archevêque de Toulouse, il a été mis en possession de l'évêché par l'évêque d'Hippone, commissaire apostolique, en juin 1494, il a reçu la consécration épiscopale par l'évêque de Castres dans l'église Saint-Benoît de Castres le 17 septembre 1497.
Philippe de Lévis a acheté au chapitre de la cathédrale une petite maison ruinée située à l'ouest de la cathédrale appelée la « sacristannerie ». À sa place, il a fait bâtir une nouvelle maison à une date non connue. Celle-ci étant jugée pas assez grande, il a fait doubler la largeur de cette maison et bâtir « tout à neuf de pierre de taille, assez somptueusement ». On trouve la trace écrite de cette construction dans le contrat signé par Georges Terrer le 10 janvier 1519/1520. Les ouvrages de sculpture ont été réalisées par un sculpteur. Il est probable que ce soit Jehan Rancy, dit Fuilhète,  qui a présenté une requête le 20 juin 1543, et dont la présence à Mirepoix remonterait à 1528. C'est un sculpteur réputé, connu à Toulouse depuis 1528, contemporain de Nicolas Bachelier. Dans l'analyse du bâtiment qu'a fait Bruno Tollon pour essayer de donner une chronologie de la construction, il remarque que la « chapelle neuve » reprend des murs épais dans le prolongement du mur nord de la cathédrale et doivent être anciens. Le bâtiment comprend un escalier à rampes droites et repos à mi-étages, à l'italienne,
qui présente un style plus avancé que la chapelle. La mouluration des portes du second étage correspond à la modénature des moulures rampantes de l'escalier. La façade nord du palais épiscopal, éclairant aussi l'escalier, étant homogène et construite entièrement en pierre de taille, on peut supposer qu'elle a été entièrement édifiée après 1520. Pour Bruno Tollon, les éléments du décor de l'escalier sont à rapprocher avec ceux du petit escalier de l'hôtel de Bernuy et de l'escalier de l'hôtel d'Ulmo à Toulouse qui ont été réalisés entre 1529 et 1531.
Il s'apprêtait à construire une deuxième aile pour le palais quand il mourut. 
L'inventaire établi le 25 juin 1556 décrit les diverses salles du palais épiscopal. Le rez-de-chaussée comprend une « chapelle neuve », la prison, le cellier, la salle basse vieille, la cuisine, la dépense. Au-dessus, donnant sur la « galerie », une chambre, la salle neuve, une chambre, une arrière-chambre remplie d'ustensiles de cuisine. Au second étage, on trouve « la salle haulte, la chambre haulte, l'estude et un petit cabinet ».
L'évêque avait fait aménager un oratoire dans la cathédrale au niveau de la tribune, au-dessus du porche d'entrée. Il pouvait s'y rendre directement à partir de ses appartements en descendant d'un demi-étage et s'ouvre directement sur la nef de la cathédrale. On a découvert que cet oratoire connu sous le nom de chapelle Sainte-Agathe avait un carrelage en faïence peinte représentant un labyrinthe.
Le palais a été laissé inoccupé par les successeurs de Philippe de Lévis.
À la Révolution, il est occupé par le Directoire du district, puis transformé en grenier public avant d'être vendu comme bien national. Il est racheté par le duc de Lévis-Mirepoix. Ce dernier a fait démonter plusieurs cheminées pour les remonter dans son château de Léran. L'édifice a alors été malencontreusement restauré en défigurant la façade méridionale. Il a été transformé en école pour filles puis en musée « Patrimoine et Traditions », qui ferme dans les années 2010.
Fin 2019, un bail emphytéotique de 50 ans est signé entre le diocèse et la municipalité afin de sceller un nouvel avenir au bâtiment en commençant par une réfection de la toiture. En 2023, il est prévu d'y installer un centre d'interprétation de l'architecture et du patrimoine, dans le cadre du label Pays d'art et d'histoire dont bénéficie le territoire des Pyrénées Cathares.
Le palais épiscopal a été classé au titre des monuments historiques le 2 juillet 1999.